# Hedwig Wagner
Hedwig Wagner (* 1969) ist eine deutsche Medienwissenschaftlerin. Sie ist seit 2016 Professorin für Europäische Medienwissenschaft an der Europa-Universität Flensburg und der Hochschule Flensburg (Fachhochschule).

## Leben
Wagner studierte 1988/1989 Lettres modernes (Literatur des 19. und 20. Jahrhunderts) an der Universität Blaise Pascal Clermont-Ferrand II, wo sie mit einem Diplôme supérieur d’Études françaises 3ème dégré abschloss. Anschließend absolvierte sie von 1989 bis 1996 ein Diplomstudium der angewandten Kulturwissenschaft und ästhetischen Praxis an der Universität Hildesheim in den künstlerisch-wissenschaftlichen Hauptfächern Medienwissenschaft und Bildende Kunst. Von 1997 bis 2000 war sie Lehrbeauftragte an der HBK Braunschweig, Institut für Medien- und Filmwissenschaft, und parallel dazu von 1998 bis 2000 Kollegiatin des Graduiertenkollegs Authentizität als Darstellung an der Universität Hildesheim. Von 2001 bis 2006 war sie wissenschaftliche Mitarbeiterin der Medien-Philosophie (Lorenz Engell) an der Fakultät Medien der Bauhaus-Universität Weimar. Dort wurde sie 2005 zum Thema Gender als Medium. Die Prostituierte als Film- und Diskursfigur promoviert. 
Von 2006 bis 2007 war er sie Postdoktorandin/wissenschaftliche Koordinatorin am Graduiertenkolleg Kulturhermeneutik im Zeichen von Differenz und Transdifferenz an der Friedrich-Alexander-Universität Erlangen-Nürnberg. Von 2007 bis 2010 war sie wissenschaftliche Mitarbeiterin am Lehrstuhl für Geschichte und Ästhetik der Medien (Karl Sierek) an der Friedrich-Schiller-Universität Jena. Von 2010 bis 2016 lehrte sie als Juniorprofessorin für Europäische Medienkultur an der Bauhaus-Universität Weimar, 2014 positiv evaluiert. Seit 2016 ist sie Professorin für Europäische Medienwissenschaft an der Europa-Universität Flensburg, Zweitmitgliedschaft an der Hochschule Flensburg.

## Schriften (Auswahl)
- Theoretische Verkörperungen. Judith Butlers feministische Subversion der Theorie. Frankfurt am Main 1998, ISBN 3-631-32297-6.
- Die Prostituierte im Film. Zum Verhältnis von Gender und Medium. Bielefeld 2007, ISBN 3-89942-563-4.
- Christoph Ernst und Walter Sparn (Hrsg.): Kulturhermeneutik. Interdisziplinäre Beiträge zum Umgang mit kultureller Differenz. München 2008, ISBN 978-3-7705-4716-6.
- (Hrsg.): Gendermedia. Zum Denken einer neuen Disziplin. Weimar 2008, ISBN 978-3-89739-598-5.